# Buena Vista, San Bartolo Tutotepec
Buena Vista är en ort i Mexiko.   Den ligger i kommunen San Bartolo Tutotepec och delstaten Hidalgo, i den sydöstra delen av landet, 140 km nordost om huvudstaden Mexico City. Buena Vista ligger 1 037 meter över havet och antalet invånare är 244.
Terrängen runt Buena Vista är bergig österut, men västerut är den kuperad. Buena Vista ligger nere i en dal. Runt Buena Vista är det ganska tätbefolkat, med 149 invånare per kvadratkilometer. Närmaste större samhälle är San Bartolo Tutotepec, 2,0 km nordost om Buena Vista. Omgivningarna runt Buena Vista är en mosaik av jordbruksmark och naturlig växtlighet.